# Almerinda Soler di Franco
Almerinda Soler Di-Franco, a veces escrito di Franco (Zaragoza, 1857-San Sebastián, 17 de octubre de 1930) fue una cantante española con voz de soprano.
Fue hija del tenor Manuel Soler y de la cantante de ópera Corinna Di-Franco.
Logró una cierta fama en los buenos tiempos de la zarzuela moderna española, a cuyo esplendor contribuyó poderosamente. Desde su aparición en público, en 1874 con la zarzuela Estebanillo, hasta su retirada de la escena, su carrera fue una serie ininterrumpida de triunfos. Estrenó, entre otras, las zarzuelas El Rey que rabió, El juramento, La bruja y Las campanas de Carrión.
Poseía una voz extensa, potente y de admirable timbre, así como una irreprochable escuela de canto.
Murió en la ciudad de San Sebastián el 17 de octubre de 1930 atropellada por un automóvil.